# Кръвообращение
Кръвообращението (наричано още кръвоносна система или сърдечно-съдова система) е система, по която се придвижва кръвта в сърцето и кръвоносните съдове.
Кръвообращението осигурява оцеляването на организма, като захранва всяка клетка на организма с нужните вещества за обмяната ѝ и поддържа химичните и физиологични свойства на телесните течности. Кръвта транспортира кислород от белите дробове към клетките и въглероден диоксид в обратна посока (виж дишане). Пренасят се също и хранителни вещества, усвоени при храносмилането като мазнини, въглехидрати и белтъци в храносмилателната система и се пренасят в отделните тъкани, за да бъдат използвани, преработени и складирани. Отпадъчните продукти (например уреа или пикочна киселина) се транспортират до други тъкани или в отделителните органи (бъбрек и черен дроб). Кръвта пренася и сигнални вещества като например хормони, клетки на имунната система и вещества, отговорни за кръвосъсирването в тялото.

## Видове
Според еволюционното развитие на животните съществуват различни видове кръвообращения:
- Някои животни (например плоските червеи) не притежават кръвоносна система. Устата им води директно към разклонена храносмилателна система, от която хранителните вещества, поради това че червеят е плосък, могат да достигнат всички клетки чрез дифузия. Кислородът дифундира от водата към клетките.
- При някои от безгръбначните, като например членестоногите и мекотелите, се среща „отворено кръвообращение“, при което кръвта циркулира в телесната кухина. При този вид кръвообращение телесната течност, наричана още хемолимфа, се изпомпва в къси кръвоносни съдове и оттам – във всички телесни кухини, докато не се върне в сърцето. Хемолимфата тече бавно и е с ниско налягане.
- При прешленестите червеи, като например дъждовния червей, съществува затворено кръвообращение, при което кръвоподобната телесна течност е в постоянно движение в съдове, които могат да се съкращават.
- Гръбначните животни също имат затворено кръвообращение. Тук кръвта, която се различава от хемолимфата, тече в една затворена мрежа от кръвоносни съдове, която достига всички живи клетки на организма. Сърце, кръвоносни съдове и кръв изграждат така наречената сърдечносъдова система. В еволюционното си развитие тя отново се дели на два вида: на студенокръвни и на топлокръвни гръбначни.
  - При студенокръвните (поикилотермни) животни, т.е риби, земноводни и влечуги, се осъществява смесване на богата и бедна на кислород кръв в сърцето, защото съществуват само една или две непълно разделени камери.
  - При топлокръвните (хомоиотермни) животни, тоест птици и бозайници, сърцето е съставено от две предсърдия и две камери, така че богатата на кислород кръв е изцяло разделена от бедната на кислород кръв.

## Общо за затворената кръвоносна система

### Строеж
Кръвоносната система е съставена от сърцето и кръвоносните съдове. Кръвоносните съдове, които водят към сърцето, се наричат вени, а тези, които я отвеждат от сърцето – артерии. Колкото по-далече от сърцето са съдовете, толкова повече се разклоняват и диаметърът им става по-малък. Артериите първо стават артериоли, те от своя страна преминават в капиляри, които снабдяват тъканите. Те отново се обединяват и образуват следкапилярни венули и вени.

### Кръвоносни съдове
Кръвоносните съдове в човешкото тяло са три вида: артерии, капиляри и вени. Те имат обща дължина около 60 000 до 100 000 km.
- Артериите са тръбести образувания, които изнасят кръвта от сърцето (камерите на сърцето) към органите. Те имат дебели стени изградени от три слоя: външен – от съединителна тъкан, среден – от еластинови нишки и гладка мускулатура и вътрешен – от еднослоен епител. С отдалечаването си от сърцето артериите се разклоняват на все по-тесни клонове. Най-малките артерии се наричат артериоли и постепенно преминават в капиляри. Най-голямата артерия в сърцето е аортата. Тя излиза от лявата камера и чрез разклоненията и пренася кръв до всички клетки. Всички артерии носят артериална (окислена) богата на кислород кръв. Единствено белодробната артерия носи венозна (неокислена) кръв, която е богата на въглероден диоксид. Белодробната артерия излиза от дясната камера и се разклонява, като разклоненията и отнасят неокислената кръв до белите дробове, където тя се насища с кислород.
- Капилярите са най-малките кръвоносни съдове и се виждат само под микроскоп. Дължината им е около 0,5 mm, а диаметърът им около 10 µm, поради което в тях кръвните клетки се движат поединично. Стените на капилярите са изградени само от един слой плоски епителни клетки, през които се извършва обмяната на вещества между кръвта и тъканите. Тази обмяна се извършва активно поради бавното движение на кръвта в капилярите, тънките им стени и огромната им повърхност (около 6500 m²). Кръвта не се движи едновременно във всички капиляри и повечето от тях са затворени. Колкото по-активна дейност извършва даден орган, толкова повече негови капиляри функционират. Кръвта от капилярите се събира във вени и по тях продължава пътя си към сърцето.
- Вените са тръбести образувания, които внасят кръв в сърцето (в предсърдията на сърцето). С приближаването си към него те стават все по-широки. Повечето от тях са успоредни на артериите и са разположени по-повърхностно от тях. По този начин, при съкращението си, артериите избутват стените на вените и кръвта в тях се придвижва по-лесно. По строеж венозните стени приличат на артериалните, но имат по-слабо развит мускулен слой и са по-тънки. Характерни за вените са джобовидните клапи по вътрешната им страна. Те осигуряват еднопосочно движение на кръвта и я подпомагат в движението ѝ към сърцето. Най-големите вени в човешкото тяло са горна и долна куха вена. Те внасят неокислена кръв в дясното предсърдие на сърцето. Всички вени носят венозна (неокислена) кръв, която е богата на въглероден диоксид. Изключение правят четирите белодробни вени, които пренасят артериална кръв от белите дробове до лявото предсърдие на сърцето.

### Задачи и функции
Кръвта изпълнява различни задачи в тялото. Транспортира богата на кислород кръв от белите дробове към тъканите, а богатата на въглероден диоксид кръв – обратно. Тъканите се снабдяват с хранителни вещества от храносмилателната система, а образуваните метаболити и отпадни продукти се транспортират до отделителните органи (бъбреци и черва). Кръвта служи и като среда за транспорт на хормони между отделните органни системи и компонентите на имунната защита и кръвосъсирването до мястото в тялото, където са нужни.
Около половината кръв в човешкото тяло се съхранява в кръвни депа – слезката (далака), кожата, белите дробове и черния дроб. В случай на необходимост от тях се включва кръв в артериалната циркулация. В случаите, когато кръв от депата се включи в общата циркулация, се наблюдава увеличен брой на левкоцитите и еритроцитите в периферната кръв.
Следователно кръвоносната система служи на кръвта да се придвижва в цялото тяло. Кръвообращението играе важна роля и при терморегулацията. Чрез контрол над степента на кръвоснабдяване на кожата се регулира отделянето на топлина от повърхността на тялото.

## Кръвообращение на студенокръвните гръбначни

### Риби
Сърцето на рибите е най-просто устроеното сред гръбначните, тъй като е съставено само от едно предсърдие с тънки стени и една дебелостенна, мускулеста камера. Между двете се намира една-единствена клапа, която предотвратява връщането на кръвта в обратна посока. Както сърцето така и самата кръвоносна система е сравнително просто устроена. Венозната кръв се изпомпва от сърцето към хрилете (хрилно кръвообращение), където се обогатява с кислород от водата. След това богатата на кислород кръв се транспортира в телесното кръвообращение. В капилярите кислорода се отделя и преминава в тъканите, а въглеродния диоксид преминава в кръвта. Освен сърцето и мускулатурата на хрилете участва в изпомпването. Недостатъкът на тази конструкция е, че кръвното налягане силно се понижава в капилярната мрежа на хрилете, следователно кръвта тече със сравнително бавна скорост в тялото. Рибите имат и малък обем кръв (около една десета от телесната маса), освен това съдържанието на кислород в кръвта на рибите е значително под това в кръвта на хората.

### Земноводни

#### Кръвообращение с два кръга
При земноводните (амфибиите) сърцето е изградено от една камера и две предсърдия. Обмяната на газовете се осъществява както в белите дробове, така и в кожата. Двата кръга на кръвообращението при амфибиите се означават като белодробно-кожен кръг на кръвообращението и телесен кръг на кръвообращението. За разлика от рибите двата кръга на кръвообращението не следват един след друг.
Лявото предсърдие поема обогатена с кислород кръв от белия дроб и кожата, а дясното предсърдие бедна на кислород кръв от тялото. И двете предсърдия изпомпват кръв в обща камера. Общата камера има един общ ствол за оттичане на кръвта (truncus или conus arteriosus), който се дели на по един съд за всеки кръг на кръвообращението. Едно възвишение в камерата и отвора (лумена) на отвеждащия кръвоносен съд позволява на кръвта да премине през сърцето със сравнително малко смесване на окислена и неокислена кръв. По-голямата част от окислената кръв се изпомпва в артериите на врата и аортата, докато по-бедната на кислород кръв преминава в белодрбно-кожната артерия. Както при влечугите и птиците, земноводните също притежават бъбречна вена порта.

#### Развитие
Земноводните първоначално имат четири чифта артерии на хрилните дъги, които се разклоняват от двете страни на аортата. От първата се развива arteria carotis, която снабдява главата. Артериите на втората дъга се обединяват и образуват aorta descendens, низходящата аорта. Третата двойка артерии облитерира, а от четвъртата двойка се образуват чифтните аортни дъги.

### Влечуги
Влечугите притежават сърце, което също има две предсърдия и една камера, която е разделена почти изцяло на две половини от септум (преграда). Неокислената кръв от тялото се влива в дясното предсърдие, а обогатената с кислород кръв от белите дробове в лявото предсърдие. И двете предсърдия изпомпват кръвта в камерата, от която водят началото си три артерии. В дясната част на камерата тече кръв бедна на кислород към белия дроб, в лявата кръв към главата и тялото. Тъй като разделението на камерите е непълно, кръвта се смесва (около 10 до 40%). Тази кръв тече по средната артерия към тялото.
Особеност при разред Крокодили е пълното разделяне на двете камери. При тях съществува връзка между лявата и дясната артерия, т.нар. foramen Panizzae (отвор на Паница). Лявата аорта започва от дясната камера, а дясната аорта от лявата камера. Чрез отвора се смесва окислена кръв от дясната камера с неокислената от лявата камера в областта на дясната аорта, така че смесената кръв преминава в телесния кръг на кръвообращението и така достига до периферните области на тялото. Лявата аорта пренася окислена кръв предимно към главата на животното. При гмуркане се затваря отвора напълно, така че дясната аорта получава само неокислена кръв, а лявата продължава да получава окислена.
Най-вероятно и при динозаврите е съществувало пълно деление на камерите, което би означавало, че са топлокръвни и обяснява дългото им оцеляване (виж терморегулация). Това заключение се обосновава от положението им в еволюцията между крокодилите и птиците, които имат пълно разделение на камерите.

## Кръвоносна система на топлокръвните бозайници

### Анатомия
За разлика от студенокръвните, сърцето при топлокръвните (следователно и при хората) има две изцяло разделени една от друга камери. Поради това сърцето може да се разглежда като разделено на две половини, въпреки че става въпрос за един орган. Всяка от тези две половини е изградена от едно предсърдие и една камера, които работят като една функционална единица. Докато дясната половина на сърцето изпомпва кръвта в малкия (белодробен) кръг на кръвообращението, където кръвта се окислява, лявата половина на сърцето изпомпва кръвта през големия (телесен) кръг на кръвообращението, където тя снабдява всички органи с хранителни вещества и кислород.
Тези два кръга на кръвообращението следват един след друг, така че цялата кръв минава през малкия кръг на кръвообращението. За разлика от това органите са включени успоредно в големия кръг на кръвообращението.
Съществуването на два кръга на кръвообращението (телесен и белодробен) има важни предимства:
- Налягането в двата кръга може да е различно. В малкия кръг на кръвообращението то е значително по-ниско, така че е в белите дробове е възможно стените на кръвоносните съдове да са по-тънки и газообмяната да е по-добра.
- Капилярната система на белия дроб играе ролята на филтър срещу съсиреци (тромби) и др., преди кръвта да бъде изпомпана от лявата половина на сърцето към мозъка и др. Белият дроб има и способност да разгражда тромби.

В малкия кръг на кръвообращението кръвта напуска дясната камера по белодробните артерии по посока към белия дроб, където се окислява. Тогава се пренася от белодробната вена (на латински: vena pulmonalis) към лявото предсърдие. От лявото предсърдие кръвта преминава в лявата камера, откъдето попада чрез аортата в големия кръг на кръвообращението. Докато при бозайниците аортата се намира от лявата страна, при птиците е от дясната страна. След снабдяването на органите кръвта, обогатена с въглероден диоксид, се връща в дясното предсърдие чрез горната и долната куха вена (на латински: vena cava). След преминаването на кръвта от дясното предсърдие в дясната камера целият кръг на кръвообращението започва отначало.
Една особеност е системата на вена порта (порталната вена). Кръвта, която идва от органите на храносмилателната система, се събира във вена порта (на латински: vena portae) и достига черния дроб, където се обработват поетите хранителни вещества. Хипофизата също има портална система, а при птиците (и влечугите) – и бъбреците.

### Системи с ниско и високо налягане
Съществуват така наречените системи на ниско и високо налягане. Към системата на ниското налягане принадлежат артериолите, капилярите, вените на телесния кръг на кръвообращението, дясното сърце (обобщаващ термин за дясно предсърдие и дясна камера) и съдовете на белодробния кръг на кръвообращението. Системата на високото налягане се състои от артериите на големия кръг на кръвообращението.

### Кръвен поток
Въпреки големите разлики между налягането между систола и диастола кръвта тече с еднаква скорост през тялото. Това се дължи на способността на аортата и на големите артерии по време на систолата стената на кръвоносния съд се разширява и поема част от изтласканата кръв и да я връща по време на диастолата, когато кръв не напуска сърцето. По този начин еластичността на съдовете превръща напускащата на тласъци сърцето кръв в постоянен поток. Ако налягането не можеше да се поема от еластичните съдове, тогава налягането в аортата щеше да подлежи на значително по резки промени. Интересен факт е, че значително по-малко кръв би преминавала през съдовете, тъй като много енергия би се губила само за ускоряването на кръвта.
При млади и индивиди на средна възраст кръвта се движи с около 6 m/s, при възрастните тази скорост се удвоява. Това се дължи на рестриктивен артериален лумен, вследствие на отлагане на плака и/или липса на еластичност на съдовете. Тъй като с възрастта съдовите стени стават по-малко еластични, се намалява способността за поемане на налягането и обемния поток намалява.
Докато потока на кръвта в артериите се реализира само от изпомпващата сила на сърцето, при вените различни фактори играят роля. До определена степен изпомпващата сила на сърцето се предава на вените през капилярите (т. нар. vis a tergo, „сила отзад“). Във вените кръвта се изтласква предимно на тласъци към сърцето от външни сили. За тази цел във вените се намират клапи. Външните сили се дължат предимно на съкращението на околната скелетна мускулатура, а при големите вени на колебания в налягането причинени от дишането (разширение на вените при понижаването на налягането при вдишване – Инспирация). Клапите на вените предотвратяват връщането на кръвта в обратна посока под влиянието на гравитацията в интервалите между действието на външните сили. Засмукването причинено от разширението на предсърдията на сърцето играе роля само при големите съдове в близост до сърцето.

### Регулация
Независимо от натоварването и условията на околната среда трябва кръвоснабдяването да се запази по всяко време. Трябва да е подсигурено, че работата на сърцето и кръвното налягане се регулират по възможно най-добрия начин, всички органи получават поне минимално количество кръв и количеството кръв се разпределя според нуждите на органите в покой и на активните органи, тъй като оптималното кръвоснабдяване на всички органи едновременно не е възможно. Ако всички органи бъдат максимално кръвоснабдени, то кръвното налягане би спаднало силно, което би довело до шок, тъй като целият обем кръв не би достигнал за това.
Следователно големият кръг на кръвообращението се състои от множество успоредно включени кръвообръщения на органи и системи, които могат да бъдат включвани или изключвани в зависимост от активността им. Така например при поемане на храна се кръвоснабдява с приоритет храносмилателната система, а потокът кръв към други органни системи се намалява. Активен спорт не е възможен в това състояние. Тези включвания и изключвания се осъществяват по редица начини:
- Отворът (лумен) на артериите се определя от степента на съкращение (тонуса) на гладката мускулатура в стената на съдовете. Ако съдовете са разширени, то повече кръв достига съответната област.
- Артериовенозни анастомози: анастомозите представляват връзки между малки кръвоносни съдове. В този случай между артерия и съответната вена. Тези артериовенозни анастомози могат да се затварят, като в този случай кръвта минава по обичайния път по капилярите. Ако се отворят връзките, тогава голяма част от кръвта преминава по съкратения път от артерията към вената поради ниското съпротивление, а капилярната система получава по-малко количество кръв.
- Предкапилярни сфинктери: Нормалните артерии могат да стесняват своя лумен, но не могат да постигнат пълното му затваряне. В най-малките артериоли съществуват образувания на средния слой на стената, които се обозначават като sphincter precapillaris. Те могат напълно да затварят лумена и така да намаляват обемът кръв в следващата ги капилярна мрежа.
- Артерии, способни да затварят лумена си: такива се наблюдават в пещеристите и гъбестото тяло на пениса. Едва тяхното отваряне позволява навлизането на повече кръв в пениса и ерекцията.
- Вени, които могат да стесняват лумена си: такива се наблюдават предимно в лигавицата на червата, като при стесняване те забавят оттичането на кръвта от червата и по този начин увеличават времето за резорбция на хранителни вещества.

Кръвообращението се влияе от:
- локални регулиращи механизми;
- хормонални сигнали;
- нервна регулация.

#### Локални регулиращи механизми
Локалната регулация или авторегулацията позволява кръвоснабдяването на органите да остане постоянно и при променливо кръвно налягане от една страна, а от друга то се напасва на нуждите на метаболизма на съответния орган (например кръвоснабдяването на стомашно-чревния тракт се повишава при храносмилане). Тази регулация се осъществява по различни пътища.
- При Bayliss-ефекта мускулатурата на съдовете се съкращава в отговор на разширение на съдовете поради повишаване на кръвното налягане. Този ефект се наблюдава в мозъка, бъбреците и храносмилателният тракт, но не и в кожата или белите дробове.
- Недостигът на кислород води до вазодилатация (разширяване на съдовете), като резултиращото от това повишено кръвоснабдяване се стреми да премахне този недостиг. (В белия дроб ефектът е обратен, тоест ниската сатурация (съдържание на кислород в кръвта) води до стесняване на съдовете).
- Присъствието на някои вещества в кръвта води до локална вазодилатация (разширяване). Този локално-метаболитен ефект се причинява предимно от високи концентрации на въглероден диоксид, АДФ, АМФ, аденозин, водородни и калиеви йони. Резултиращото от това по-добро кръвноснабдяване благоприятства отстраняването на тези вещества. Този вид регулация играе важна роля при миокарда и в мозъка.

#### Хормонални регулаторни механизми
Хормоните влияят или директно върху мускулатурата на стената на съдовете (например адреналин), или предизвикват секрецията на активни вещества на мястото на действие (например азотен монооксид, ендотелин), които са локално активни.
- Азотният монооксид (NO) има вазодилатиращо действие. Секретира се от съдовия ендотел (слоят клетки, който покрива вътрешността на съдовата стена), при стимулация с ацетилхолин, АТФ, ендотелин-1 или хистамин.
- Ендотелин-1 стимулира от една страна секрецията на азотния монооксид, от друга действа локално върху съдовата мускулатура, но с вазоконстрикторна функция. Отделянето му се осъществява след стимулация на ендотела с ангиотензин II или вазопресин.
- Адреналинът действа според вида рецептори на мястото на действието като вазоконстриктор (α1-адренорецептори, например в кожата и бъбрека) или вазодилататор (β2-адренорецептори, например в скелетната мускулатура, миокарда и черния дроб). β-рецепторите са по-чувствителни от α-рецепторите, но ако и двата вида се активират едновременно α-рецепторите доминират.
- Простагландин-F2 и тромбин-A2 и B2 действат съдосвиващо, а простагландин-E2 и простациклин – съдоразширяващо.
- Брадикинин, калидин и хистамин разширяват кръвоносните съдове. Освен това стимулацията на ендотела чрез брадикинин води до отделяне на EDHF (endothel-derived hyperpolarizing factor, хиперполяризиращ фактор на ендотела), който хиперполяризира съдовата мускулатура.
- Серотонинът има съдосвиващо действие и повишава пропускливостта на капилярите.
- Ангиотензин II действа в рамките на ренин-ангиотензин-алдостероновата система като вазоконстриктор, както и вазопресина. Тази вазоконстрикция се осъществява чрез регулация на водното равновесие от бъбреците.

#### Регулация от ЦНС
Нервната регулация се осъществява най-вече от симпатикуса, като инервира главно малките артерии и артериоли или вените. Следганглионния невротрансмитер е норадреналиът, който се свързва с α1-рецепторите, и затова има съдостесняващо действие. Вазодилатацията се постига чрез намаляване на действието на симпатикуса. Изключение от този принцип е съдоразширяващото действие на парасимпатикуса върху съдовете на слюнчените жлези и половите органи (ерекция). Като трансмитери действат азотен монооксид и брадикинин. Регулацията от симпатикус и парасимпатикус бива два вида: от една страна като органите сами изпратят информация за нужното им количества кръв, от друга страна като мозъкът активирайки дадени органи в същото време регулира и потока на кръвта. Нараняване на нерв или неправилната му функция може да доведе до спинален или неврогенен шок.

#### Централна регулация на кръвоносната система
Кръвоносната система се управлява и централно от продълговатия мозък (medulla oblongata) и варолиевия мост). При това се оценява информация от артериалното налягане, честотата на съкращенията на сърцето, налягането в системата на ниското налягане, стойностите на pH на кръвта и съдържанието на въглероден диоксид и кислород в кръвта.
Рецепторите за налягане се намират в стената на аортата и на сънните артерии (рецептори за разтягане и налягане в sinus caroticus) и в систематта на ниското налягане в кухите вени и предсърдията (рецептори за разтягане). Тази регулация действа само при резки промени на налягането, например при ставане от легнало положение. Ако кръвното налягане постоянно е високо (или ниско), то се осъществява адаптация и „новото“ кръвно налягане се поддържа постоянно.
Налягането на газовете и pH стойността се измерват от други специализирани сензори (т.нар. хеморецептори) в параганглиите, които се намират на сънната артерия (glomus caroticum), аортата (paraganglion supracardiale, синоним – glomus aorticum) и на белодробната артерия.
Информацията от рецепторите се предава на центъра на кръвообращението в продълговатия мозък (medulla oblongata).

### Лимфна система
Лимфната система служи за пренасянето на вода и разтворени вещества от телесните тъкани до кръвоносната система. В близост до капилярите тъканите са напоени с течност отделена от кръвта въз основа на осмотичното налягане. Тази течност се връща обратно в кръвоносните съдове и тъй като този процес не е 100% ефективен лимфните съдове събират останалата течност, наречена лимфа, и я връщат във венозната система в близост до сърцето. По този път лимфата се филтрира в лимфни възли.

## Кръвоносна система на бозайниците преди раждането

### Ембрионално развитие
Кръвоносната система е една от първите, които се развиват при ембриона. Кръвоносните съдове се развиват, започвайки от жълтъчното мехурче, от така наречени „кръвни острови“ в ембрионалната съединителна тъкан. Сърцето се образува при съединяването на двата зачатъка в близост до главата на ембиона в един нечифтен зачатък, нагъване вследствие на по-бърз растеж от този на околните тъкани и разделянето му на две предсърдия и две камери от междупредсърдната и междукамерната преграда. Сърцето достига окончателното си разположение в гръдния кош при растежа на дължина на ембриона.
В ранната фаза от развитието на кръвообръщението на ембриона в предната му част има четири аорти, две разположени към гърба (дорзални аорти) и две към корема (вентрални аорти). Дорзалните аорти притежават за всеки сомит разклонения дорзално (към гърба) и вентрално (към корема), в областта на предбъбрека също и латерално (встрани), които се наричат сегментни артерии. Дорзалните и вентралните аорти са свързани едни с други в областта на хрилните дъги чрез шестте чифта артерии на хрилните дъги.
В предната част на ембриона се провеждат сложни преустройства. Първите пет латерални сегментни артерии, както и артериите на първата, втората и петата хрилна дъга се затварят двустранно, както и дорзалните аорти между 4-та и 5-а хрилна дъга. Предният дял на вентралната аорта се превръща в окончателната външна сънна артерия (arteria carotis externa), от артерията на третата хрилна дъга и предния дял на дорзалните аорти двустранно се образува вътрешната сънна артерия (arteria carotis interna).
Дясната дорзална аорта се затваря след шестата латерална сегментна артерия и заедно с четвъртата дясна артерия на хрилните дъги образува по-късната подключична артерия (arteria subclavia dextra). Лявата подключична артерия се образува само от шестата латерална сегментна артерия.
Четвъртата лява артерия на хрилните дъги се развива, образувайки аортната дъга (arcus aortae), а окончателната низходяща аорта се образува от продължението ѝ в лявата вентрална аорта. Началната част на дясната вентрална аорта образува така наречения ствол към глава и горен крайник – мишничноглавов ствол (на латински: truncus brachiocephalicus), от който водят началото си дясната подключична и дясната обща сънна артерия (arteria subclavia dextra и arteria carotis communis dextra).
Двете шести артерии на хрилните дъги врастват в заложения бял дроб и се превръщат в белодробни артерии (arteriae pulmonales). Дясно се губи връзката с вентралната аорта, като от началната част се образува белодробният ствол (truncus pulmonalis). Шестата лява артерия на хрилните дъги запазва връзката си с лявата вентрална, тоест окончателната аорта. Така се образува връзка между телесен и белодробен кръг на кръвообръщението, т.нар. Боталов проток (ductus arteriosus Botalli). Чрез образуването на спирална преграда (septum aorticopulmonale) в общата началната част на дорзалните аорти окончателната аорта остава свързана с лявата камера, белодробния ствол с дясната камера. Тези много сложни преустройствени процеси на сърцето и близките до сърцето артерии водят понякога до аномалии в развитието (например трилогия на Фало, тетралогия на Фало, пенталогия на Фало).
Първоначалните вентрални сегментни артерии на окончателната аорта закърняват с изключение на три (truncus coeliacus, arteria mesenterica superior и arteria mesenterica inferior) в коремната кухина. Тези артерии снабдяват органите на храносмилателната система от стомах до право черво и слезка. От латералните сегментни артерии се образуват бъбречните артерии (arteria renalis) и артериите на половите жлези (arteria testicularis, съответно arteria ovarica). Само дорзалните сегментни артерии запазват първоначалната си сегментална подредба и образуват междуребрените артерии (arteriae intercostales) съответно поясните артерии (arteriae lumbales).

### Фетална кръвоносна система
След 21-вия ден от зачеването (около 35-и ден след първия ден от последната менструация) започва да бие сърцето на ембриона, а през следващите седмици се образува и зачатъкът на белите дробове.
Тъй като белите дробове на фетуса нямат функция преди раждането, окислената кръв се набавя чрез пъпната връв от плацентата. Окислената кръв преминава от пъпната вена, намираща се в пъпната връв, през венозния проток (ductus venosus) в долната куха вена и така заобикаля голяма част от черния дроб, една малка част снабдява черния дроб с окислена кръв чрез вена порта. След това кръвта достига дясното предсърдие чрез долната куха вена. Още във вената кръвта се смесва с неокислена кръв от телесния кръг на кръвообръщението. Част от кръвта преминава през овалното отвърстие (foramen ovale) в лявото предсърдие, изпомпва се в лявата камера и напуска сърцето през аортата, за да снабди първо мозъка, който е най-чувствителен към недостиг на кислород, и горната част на тялото. Останалата кръв преминава от дясната камера в белодробния ствол (truncus pulmonalis), като част от нея (около една трета) се изпомпва в още неразгънатите бели дробове. Белодробните съдове са свити поради ниското снабдяване с кислород, което повишава съпротивлението. Останалите две трети от окислената кръв преминават от белодробния ствол още преди да достигнат белите дробове през боталовия проток в аортата (виж шънт) след артериите за снабдяване на мозъка и по този начин се заобикаля белодробният кръг на кръвообращението. Смесената кръв снабдява долната част на тялото, като по-голямата част от тази кръв преминава по вътрешните тазови артерии към пъпните артерии и плацентата, където се обогатява на кислород.

### Преобразувания преди раждането
При раждането се прекратява снабдяването с кръв от плацентата. Поради това се повишава количеството въглероден диоксид в кръвта, което посредством хеморецептори води до започване на дишането. При повдигането на гръдния кош се намалява налягането в него. Това води до изсмукване на кръвта и изпразване на плацентата и пъпната вена, и разгъване на белите дробове. Тъй като те вече обогатяват кръвта с кислород, съдовете в белите дробове се разширяват и налягането намалява. Повече кръв попада в белите дробове и посоката на кръвта в боталовия проток (ductus arteriosus) се променя. До затварянето на боталовия проток белият дроб се снабдява за кратко с кръв от аортата. След затварянето си ductus arteriosus се превръща в ligamentum arteriosum (артериална връзка). Докато количеството кръв намалява в дясното предсърдие поради отпадането на снабдяването от плацентата, то се покачва в лявото предсърдие поради снабдяването от белия дроб. Резултиращият спад на налягането и намаляването на вазоконстриктиращите (съдосвиващи) простагландини води до затварянето на foramen ovale в рамките на първите две седмици след раждането. Затваря се и венозния проток (ductus venosus).

## История на откритията
През IV век пр. Хр. са открити сърдечните клапи от доктор от хипократовата школа. Функцията им тогава не е била ясна. Тъй като след смъртта кръвта се събира във вените, артериите са изглеждали празни, което е накарало тогавашните анатоми да вярват, че те са пълни с въздух и играят роля при пренасянето му.
Херофил е различавал вени и артерии, но е вярвал, че артериите сами създават пулса. Ерасистратий забелязва, че прорязаните артерии при живите кървят. Предполага, че напускащият тялото въздух се замества с кръв от вените чрез свързващи малки съдове. Така той първи постулира съществуването на капиляри, но с обратна посока на потока на кръвта.
През II век Гален (129 – 199) вече знае, че кръвоносните съдове транспортират кръв и различава тъмната венозна от по-светлата и не толкова гъста артериална кръв. На двете приписва различни функции. Растежът и енергията идвали от образуваната в черния дроб от жлъчката венозна кръв, а идващата от сърцето артериална кръв носела жизненост, поради съдържащия се в нея въздух. Според неговата представа кръвта се е движела от тези два органа към всички части на тялото, където се изразходвала, без да се връща в сърцето и черния дроб. Сърцето нямало функцията на помпа, а засмуквало кръвта по време на диастола. Самият транспорт на кръвта се осъществявал от пулсациите на артериите. Гален вярвал, че артериалната кръв се образувала от венозната, която се просмуквала от дясната в лявата камера през „пори“ в преградата между камерите на сърцето.
През XIII век Ибн ан-Нафис, арабски доктор и анатом (1210/1213 – 1288), първи открива, че кръвта тече през белия дроб. Неговите открития, които са запазени и до днес под формата на рисунки, не са достигнали Европа. През 1552 г. Михаел Серветус (1511 – 1553) описва същия феномен като Ибн ан-Нафис, доказан от Реалдо Коломбо. Дори това не било прието от обществото.
През 1628 г. Уилям Харви (1578 – 1657) за първи път описва правилно кръвообращението, след като в продължение на 14 века Галеновото учение е било приетото в медицината. Харви основал разсъжденията си на откриването на хидравличния начин да действие на клапите на вените, направено от неговия учител, италианеца Хиеронимус Фабричиус Акуепенденте, тъй като търсел връзката с функцията на сърцето. Отговорът му на този въпрос е публикуван в 1628 г. в неговата теория на кръвообращението. Този труд започнал да убеждава специалистите в областта. Това как артериалната кръв достигала до венозната система е обяснено едва след откриването на капилярите от Марчело Малпиги.